# Nipapalme
Die Nipapalme (Nypa fruticans) ist eine in Südostasien heimische Palmenart; sie ist die einzige Art aus der Gattung Nypa innerhalb der Familie der Palmengewächse (Arecaceae). 

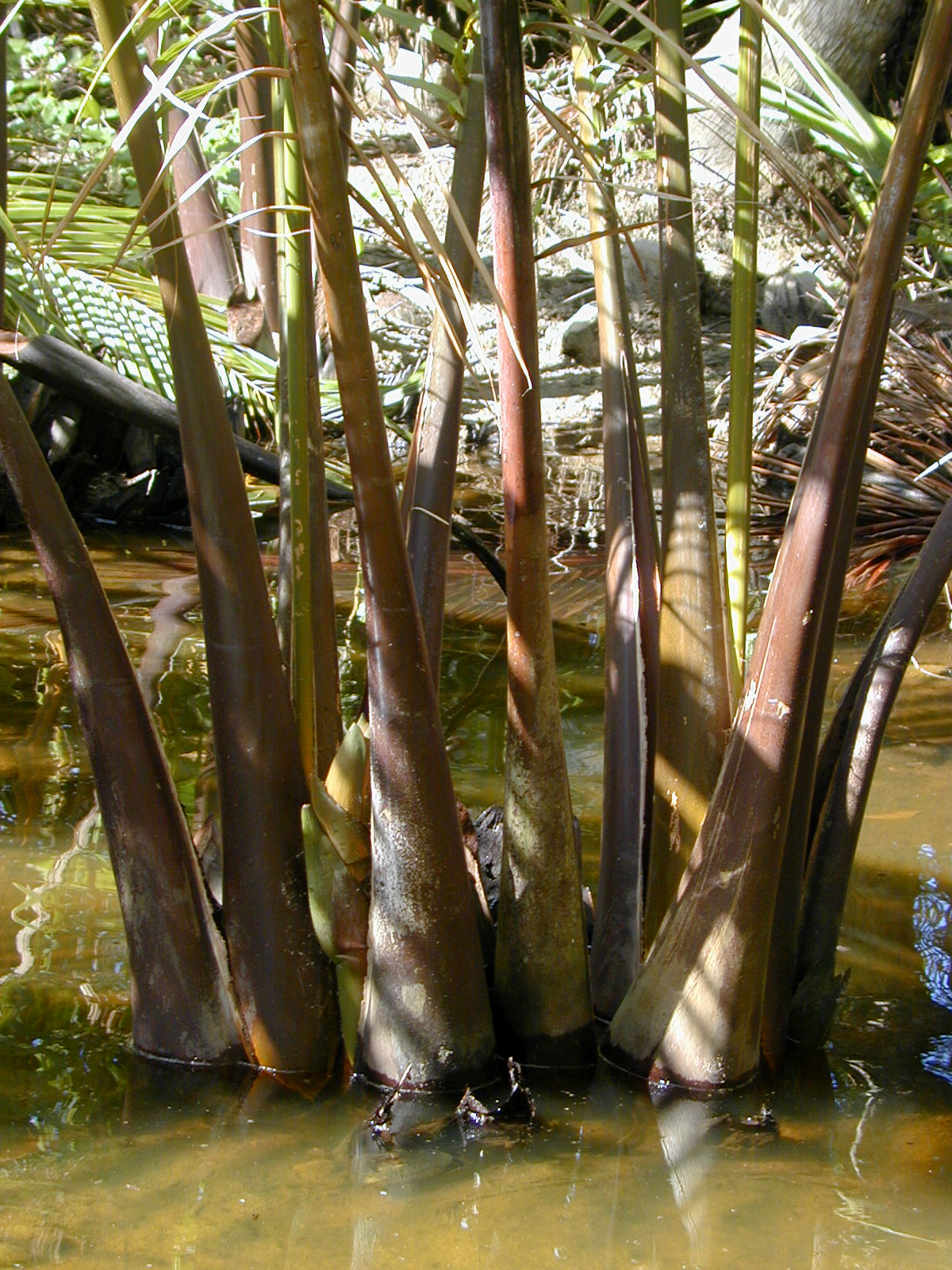
Habitus

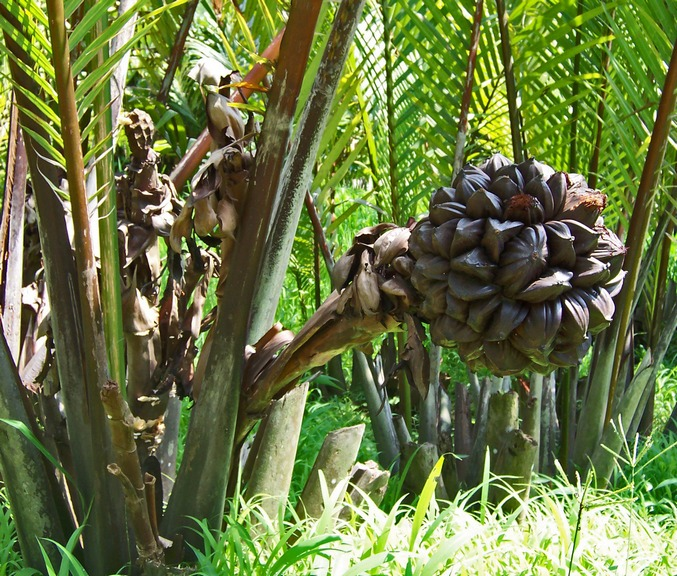
Fruchtstand

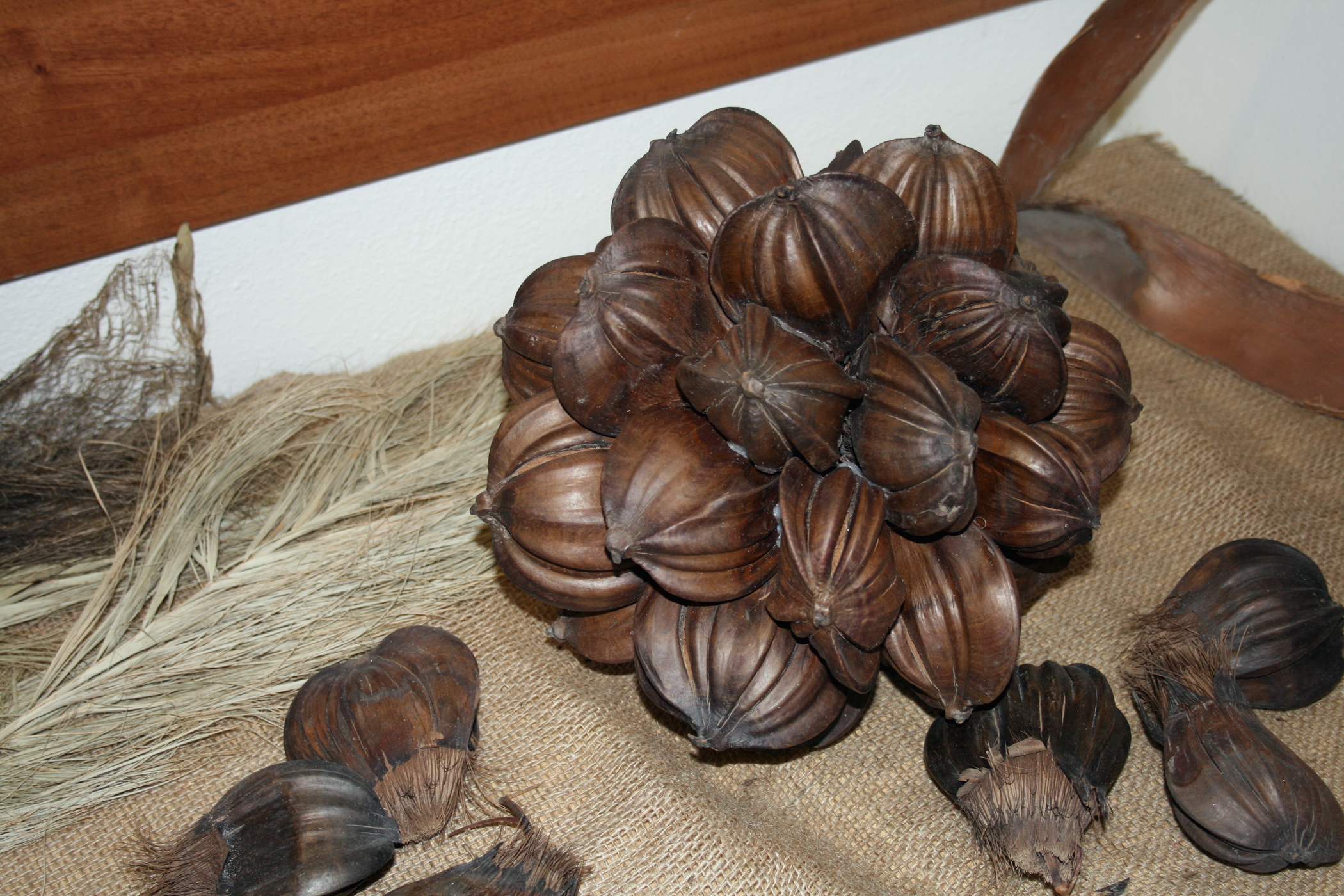
Frucht und Samen

## Merkmale
Nipapalmen sind große, kriechende, unbewehrte Palmen, die mehrmals blühen und einhäusig getrenntgeschlechtig (monözisch) sind. Der Stamm ist gedrungen, niederliegend oder unterirdisch. Die Verzweigung ist dichotom. An der Oberseite des Stammes befinden sich gebogene Blattnarben, an der Unterseite stehen sprossbürtige Wurzeln. 
Die Chromosomenzahl beträgt 2n = 34.

### Blätter
Nipapalmen bilden wenige, sehr große Blätter. Diese sind aufrecht und reduplicat gefiedert. Die Blattscheide reißt sehr früh auf und ist kahl. Der Blattstiel ist gedrungen, an der Basis breit, im unteren Bereich (adaxial) gefurcht und im oberen (distalen) Bereich rund. Die Basis verbleibt häufig als konischer Stumpf, nachdem das Blatt zerfallen ist. Die Rhachis ist basal rund und wird distal kantig. Die zahlreichen Fiederblättchen sind einfach gefaltet, stehen in regelmäßiger Anordnung, sind zugespitzt und lederig. Die Mittelrippe ist deutlich hervorgehoben und trägt eine eigene, glänzende, kastanienbraune, häutige Behaarung an der Unterseite.

### Blütenstände und Blüten
Der Aufbau der Blütenstände ist einzigartig innerhalb der Palmengewächse. 
Die Blütenstände stehen einzeln zwischen den Blättern (interfoliar). Sie sind aufrecht und fünf- (bis selten sechs-)fach verzweigt. Sie sind protogyn. Der Blütenstandsstiel ist im Querschnitt rund. Das Vorblatt ist zweikielig und röhrig. Das Hochblatt am Blütenstandsstiel ist röhrig und etwas aufgeblasen, zugespitzt, gummiartig und reißt längs auf. Die Blütenstandsachse ist meist kürzer als der Stiel, rund und endet in einem Kopf von weiblichen Blüten. Unter diesem Kopf stehen sieben bis neun spiralig angeordnete, etwas aufgeblasene, röhrige Hochblätter. In jedem dieser Hochblätter steht eine Seitenachse erster Ordnung. Diese Seitenachsen sind über ihren Tragblättern zur Hälfte ihrer Länge miteinander verwachsen. Jede Seitenachse besitzt ein röhriges Vorblatt, von dem sie im Knospenstadium eingehüllt ist. Die Seitenachsen höherer Ordnung besitzen alle ein vollständiges, röhriges, geschlossenes Vorblatt und enden in einer kurzen, kätzchenähnlichen blütentragenden Achse (Rachilla). Die Rachillae tragen dicht gedrängt in spiraliger Anordnung einzeln angeordnete männliche Blüten, jede Blüte in der Achsel eines kleinen Tragblattes.
Die männlichen Blüten sind ungestielt. Die drei Kelchblätter sind frei, schmal und verkehrtlanzettlich. Die drei Kronblätter sind frei, leicht imbricat, ähneln den Kelchblätter, sind jedoch etwas größer. Die Blütenhülle ist in der Knospe nur locker über den Staubblättern geschlossen. Die drei Staubblätter sind an Filamenten und Konnektiven zu einem festen Stiel verwachsen. Die Antheren sind länglich und stehen extrors. Ein Stempelrudiment ist nicht vorhanden. Der Pollen ist sphäroidal und bilateralsymmetrisch. Die Keimöffnung ist ein meridionaler Zonasulcus. Der Durchmesser beträgt 37 bis 80 Mikrometer. 
Die weiblichen Blüten unterscheiden sich sehr stark von den männlichen. Die drei Kelchblätter sind frei und unregelmäßig oblanzeolat. Die drei Kronblätter ähneln denen der männlichen Blüten. Staminodien fehlen. Die drei, selten vier Fruchtblätter sind frei und zur Reife deutlich größer als die Blütenhülle, die sie dann verdecken. Sie sind in etwa verkehrt eiförmig, asymmetrisch und durch den gegenseitigen Druck kantig. Distal sind sie zugespitzt. Die Narbenöffnung sitzt etwas seitlich und ist trichterförmig. Die Samenanlage ist anatrop.

### Früchte und Samen
Die Früchte stehen in einem annähernd kugeligen Fruchtstand. Fertile und nur teilweise entwickelte Früchte stehen gemischt im Fruchtstand. Pro Blüte bilden ein bis drei Fruchtblätter einen Samen aus. Die Frucht entwickelt sich aus einem einzelnen Fruchtblatt, sie ist zusammengedrückt und unregelmäßig kantig. Der Narbenrest steht endständig und ist pyramidenförmig. Das Exokarp ist glatt, Das Mesokarp ist faserig, das Endokarp ist dick und besteht aus verwobenen Fasersträngen. Adaxial gibt es an der Innenseite eine längsgerichtete Erhebung, die in den Samen hineinragt. 
Der Samen ist breit eiförmig, adaxial gefurcht mit einem basalen Nabel (Hilum). Die Raphenäste steigen von der Basis aus auf. Das Endosperm ist homogen oder selten gefurcht (ruminat) und besitzt eine zentrale Höhle. Der Embryo sitzt basal. 
Die Keimung erfolgt noch am Fruchtstand. Die Früchte sind schwimmfähig.

## Verbreitung, Standorte und Gefährdung

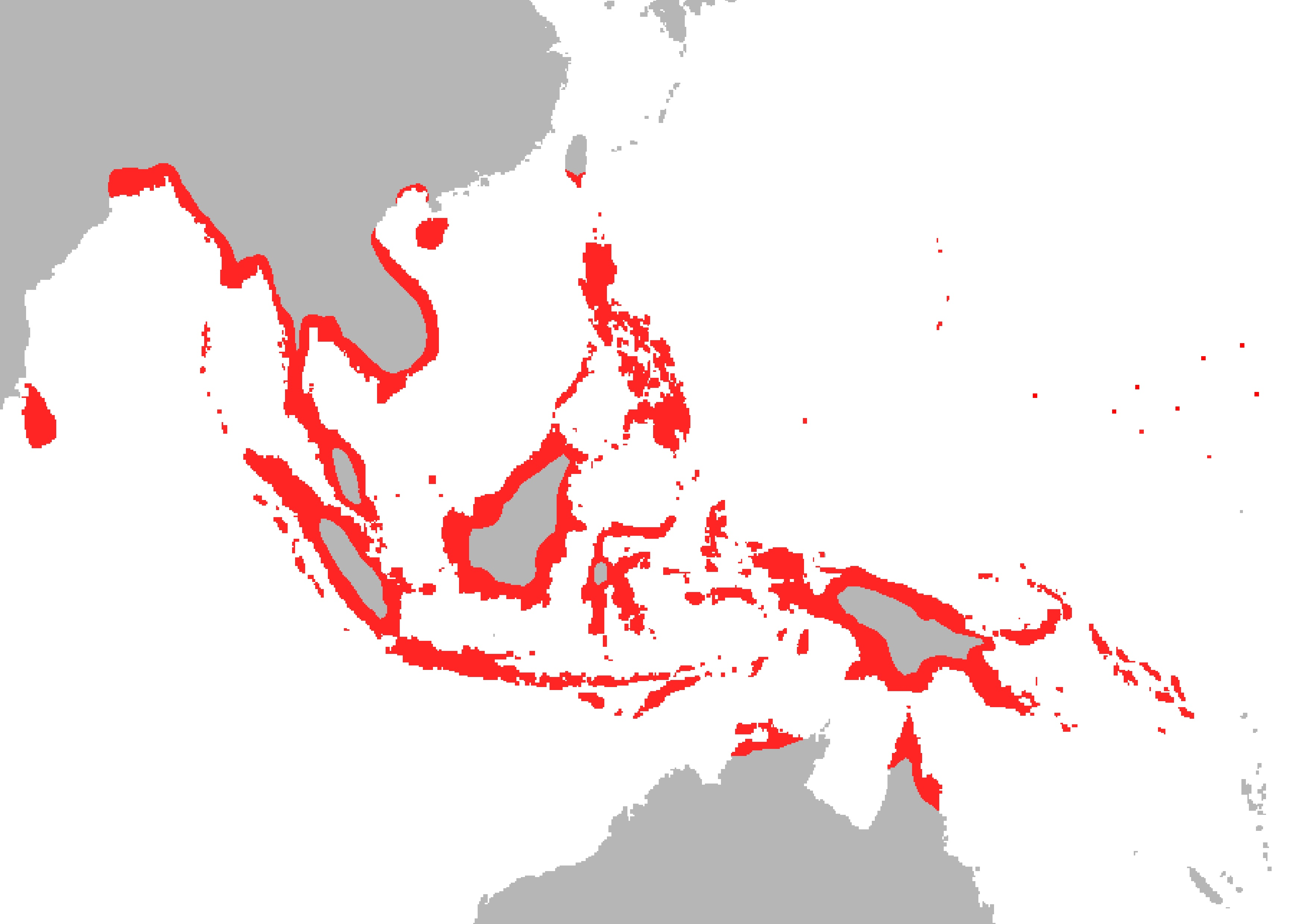
Das Verbreitungsgebiet der Nipapalme

Das Verbreitungsgebiet von Nypa fruticans reicht von Sri Lanka und dem Ganges-Delta über Südostasien bis nach Australien, die Salomonen und den Ryukyu-Inseln. Im späten 19. Jahrhundert wurde die Art im Niger-Delta in Westafrika eingeführt und hat sich seither bis nach West-Kamerun ausgebreitet. In Panama und auf Trinidad gilt die Art inzwischen als eingebürgert. Hierher dürfte sie über die Meeresströmung aus Westafrika gekommen sein.
Nypa kommt ausschließlich in Mangrovenwäldern vor. Meist wächst sie auf weichem Schlamm und bildet häufig ausgedehnte natürliche Reinbestände. 
Auf Neuguinea wurde eine Bestäubung durch Drosophiliden beobachtet, allgemein wird eine Kombination aus Insektenbestäubung und Windbestäubung angenommen. 
Die IUCN führt Nypa fruticans als „least concern“ (ungefährdet).

## Taxonomie und Systematik
Die Gattung Nypa wurde 1757 von dem Schweizer Arzt und Botaniker Abraham Steck in Dissertatio inauguralis medica de Sagu Seite 15 erstbeschrieben. Die Art Nypa fruticans wurde 1779 von Friedrich von Wurmb in Verhandelingen van het Bataviaasch Genootschap van Kunsten en Wetenschapen Band 1, Seite 349 beschrieben.
Die Gattung Nypa Steck steht innerhalb der Familie Arecaceae sehr isoliert und bildet daher alleine die Unterfamilie Nypoideae. Die Gattung ist monotypisch, sie besteht aus der einzigen Art Nypa fruticans. Ihre Schwestergruppe sind die restlichen Arecaceae ohne die Coryphoideae.
In der World Checklist of Selected Plant Families der Royal Botanic Gardens, Kew, wird nur die Art Nypa fruticans Wurmb anerkannt.
Der Gattungsname leitet sich „nipah“ ab, dem malaiischen Vernakularnamen für dieses Taxon.

## Fossilgeschichte
Nypa ist fossil außerordentlich gut dokumentiert. Vorwiegend wurden Früchte und Pollen gefunden, andere Organe wie Blätter, Blüten oder Wurzeln wesentlich seltener. Die Fundstellen sind global verbreitet über die tropischen und temperaten Zonen, zumindest bis zur globalen Klimaverschlechterung am Ende des Mittleren Miozäns. 
Die ältesten gesicherten Funde stammen aus dem frühesten Paläozän von Ägypten und dem Paläozän von Brasilien. Fossiler Pollen der Gattung Spinizonocolpites, der generell mit Nypa assoziiert wird, ist bereits aus dem Maastrichtium von Südamerika, Afrika, Indien und Malesien bekannt. 
Berichte über Früchte von Nypa burtini aus dem Aptium von Europa und Nypa-Früchten aus der Oberkreide von Indien werden angezweifelt.

## Nutzung
Die Nipapalme ist ethnobotanisch von einiger Bedeutung. Die Blätter sind sehr wichtig als Material zum Dachdecken. Geringer ist die Bedeutung der Blätter für die Herstellung von Zigarettenpapier oder Netzschwimmern. Die Blütenstände werden angezapft, aus dem gewonnenen Saft wird Zucker und Alkohol gewonnen. Das junge, gelatinöse Endosperm der unreifen Samen ist essbar, meist wird es in Sirup gekocht. 
Die Nypa-Bestände spielen eine wichtige Rolle bei der Stabilisierung des Schlammes in den Flussmündungen und verhindern die Küstenerosion.